# غويلرمو ريفيرا
غويلرمو ريفيرا (بالإسبانية: Guillermo Rivera)‏ (25 نوفمبر 1969 بسان سلفادور في السلفادور - ) هو مدرب كرة قدم ولاعب كرة قدم سلفادوري في مركز الوسط. شارك مع منتخب السلفادور لكرة القدم. أما مع النوادي، فقد لعب مع نادي سانتانيكوس أسوشيتد وإيسيدرو ميتابان ‏ وأونص لوبوس ‏ وUniversidad SC ‏.

## وصلات خارجية
- غويلرمو ريفيرا على موقع الاتحاد الدولي (مؤرشف)  (الإنجليزية)
- غويلرمو ريفيرا على موقع ناشيونال فوتبول تيمز (الإنجليزية)